# Alessandro di Gerusalemme
Alessandro di Gerusalemme (Cappadocia, ... – Cesarea marittima, attorno al 250) è stato un vescovo e santo romano.
È stato vescovo in Cappadocia e, successivamente, associato come coadiutore al vescovo di Gerusalemme san Narciso, per poi succedergli nel 251. Viene considerato santo dalla Chiesa cattolica e da quelle ortodosse.

## Biografia
Amico di Origene Adamantio e suo compagno di studi ad Alessandria sotto Panteno e Clemente Alessandrino, all'inizio del III secolo divenne vescovo di una sede in Cappadocia (o Cilicia), dove ospitò per un certo periodo il maestro Clemente e dove fu imprigionato per la sua fede (204-212) durante il regno di Alessandro Severo. Dopo essere stato rilasciato, visitò Gerusalemme e qui fu pregato da Narciso, l'anziano titolare, di rimanere per aiutarlo nel governo della sede. Questo fu il primo caso di nomina a vescovo coadiutore e dovette essere ratificato da tutti i vescovi di Palestina riuniti a Gerusalemme (Valesius in Eusebio, Historia Ecclesiastica, VI, 11; Socrate Scolastico, Historia Ecclesiastica, VII, 36). A lui si deve la fondazione, a Gerusalemme, della prima biblioteca teologica cristiana (Eusebio, Historia Ecclesiastica, V, 20).
Fu Alessandro a consentire ad Origene, nonostante fosse solo un laico, di predicare nelle chiese ed a difenderlo dal suo vescovo, Demetrio, quando quest'ultimo gli aveva vietato di spiegare pubblicamente le Scritture senza la presenza dei vescovi, i soli autorizzati a fare ciò. Alla fine, Origene fu ordinato sacerdote dal suo protettore (circa 230). Questi, riportò una testimonianza personale, all'inizio della sua prima omelia sui Libri dei Re, del carattere amabile di Alessandro.
Infine, a dispetto dei suoi anni, insieme a molti altri vescovi, durante la persecuzione di Decio, fu nuovamente imprigionato a Cesarea. Gli storici affermarono che "la gloria dei suoi bianchi capelli e la sua grande santità formavano una doppia corona alla sua cattività". Durante la sua prigionia subì molte torture, alle quali sopravvisse. Quando venne gettato in pasto alle belve feroci, alcune leccarono i suoi piedi ed altre le sue orme impresse nella sabbia dell'arena. Sfinito dalle sofferenze morì in prigione. Era circa l'anno 250.

## Opere
Alcuni frammenti delle sue lettere sono conservati nel sesto libro della Historia Ecclesiastica di Eusebio.

## Culto
La Chiesa cattolica lo festeggia il 18 marzo, mentre quelle ortodosse il 22 dicembre.
Dal Martirologio Romano: